# Yvidero
Yvidero, de son vrai nom Niaba Béké Yvanne, Née le 05 juillet 1987 À Abidjan côte d’Ivoire  est une humoriste, actrice et animatrice TV ivoiro-capverdienne. . Yvidero se fait connaître grâce à ses vidéos humoristiques diffusées sur les réseaux sociaux et ses spectacles de stand-up. Elle est également connue pour sa série Madame Tonkpi et Compagnie, diffusée sur la NCI.

## Biographie
Yvidero naît le 05 juillet d'un père ivoirien et d'une mère ivoiro-capverdienne. Son village natal est Toukouzou Hozalem, situé dans le département de Grand-Lahou. Durant son adolescence, elle traverse des moments difficiles, notamment le décès de son père, ce qui la pousse à s'installer en France. Elle est titulaire d'un baccalauréat série D et d'un BTS en communication d’entreprise.

## Carrière
Son pseudonyme "Yvidero" est une combinaison de son prénom "Yvanne" et de celui de sa fille, Romane. Yvidero se fait connaître grâce à ses vidéos humoristiques diffusées sur les réseaux sociaux. Une de ses premières vidéos virales, intitulée "À bout portant", la montre interprétant un personnage avec un accent burkinabé, ce qui contribue à lancer sa carrière. La reconnaissance de Yvidero s'accroît en mars 2016 avec une parodie sur le divorce du footballeur ivoirien Didier Zokora. En 2017, elle obtient le rôle de "Mère Bijou" dans la série Barber Shop Château d’eau produite par CANAL+, ce qui la fait connaître d’un plus large public.
Le 6 juillet 2019, Yvidero se produit dans la salle Lougah François du Palais de la Culture de Treichville pour son premier One Woman Show, devenant ainsi l'une des premières femmes humoristes à remplir cette salle. Elle continue à publier des vidéos humoristiques et à collaborer avec d'autres humoristes et créateurs de contenu, participant à diverses séries et émissions télévisées. En outre, elle produit la série Kritikos, diffusée sur la RTI, ainsi que Madame Tonkpi et Compagnie, diffusée sur la NCI. Elle comptabilise environ 473 vidéos sur sa page officielle Facebook.
La web-comédienne devient animatrice télévisée avec la diffusion de son premier talk-show intitulé "Yvidero'show" sur la chaîne NCI. Elle présente cette émission, accompagnée de plusieurs chroniqueurs,.

## Filmographie
- Barber Shop Château d’eau
- Kritikos
- Madame Tonkpi et Compagnie
- Dans la peau d’un caïd[11],[12]

## Vie privée
Yvidero est mère de deux filles et est séparée du père de ses enfants. En octobre 2020, elle se convertit officiellement à l'Islam.

## Distinctions
- Meilleure humoriste web Ayana Webzine (2018)[14]
- Prix de la francophonie jeunesse 3535 pour la meilleure interprétation (2018)[14]
- Prix Espoir diaspora top 10 de la mode ivoirienne (2018)
- Meilleure humoriste web Heroes 225 (2018 / 2019)
- Meilleure humoriste Adicomdays (2018 /  2019)
- Ambassadrice Blamo'o
- Animatrice “ un mot adopté “ TV5[8]

Elle est également l'égérie de diverses marques, parmi lesquelles figurent MTN Côte d'Ivoire, Afrimarket et le parfumeur Gandour.